# Heptastade

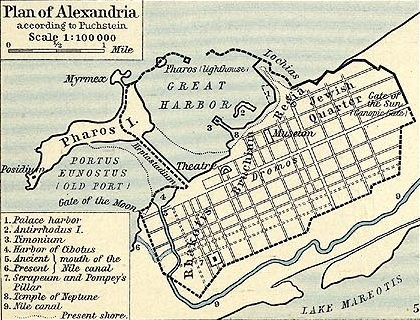
Plan de l’Alexandrie antique avec mention de l'Heptastade.

L’Heptastade était une chaussée construite sur une digue par les habitants d’Alexandrie, en Égypte au cours de la période ptolémaïque. Son nom ne nous est connu que par le géographe grec Strabon. Elle reliait le continent à l'île de Pharos, sur laquelle était construit le phare à son extrémité orientale. Son nom vient de sa longueur : sept stades, soit environ 1 344 mètres. Elle constituait la séparation entre les deux ports de la ville, le Grand Port à l'est et l'Eunostos à l'Ouest.
Dès que l'île fut habitée, elle servit d'aqueduc. En raison de l'ensablement au fil des ans, l'ancienne chaussée constitue aujourd'hui l'isthme de Mansheya.
En 1996 une équipe de géophysiciens du CNRS, dont Albert Hesse, pionnier de la géophysique appliquée à l'archéologie en France, ainsi que des membres de l'université de Paris VI a commencé l’étude du tracé de cette chaussée qui se trouve maintenant sous la ville. En analysant les anomalies par des séries de mesures électriques, magnétiques, électromagnétiques, sismiques et radar, les spécialistes ont pu retrouver le tracé exact de l'Heptastade.